# Leôncio de Neápolis
Leôncio de Neápolis (em grego:  Λεόντιος Νεαπόλεως) foi um bispo de Neápolis (atual Limassol, em Chipre) no século VII d.C. Ele escreveu uma Vita do patriarca de Alexandria João V, conhecido como São João, o Piedoso, encomendada pelo arcebispo de Constantia Arcadia, uma Vita de São Simeão, o Louco, uma "Vida de Spyridon", perdida, e uma apologia contra os judeus. Suas obras são consideradas entre as poucas que nos dão alguma visão sobre o grego vernacular dos períodos inicial e intermediário do Império Bizantino.
Ele provavelmente estava presente no concílio de Roma de 649 d.C.